# Eulalia venusta
Eulalia venusta är en ringmaskart som beskrevs av de Saint Joseph 1888. Eulalia venusta ingår i släktet Eulalia och familjen Phyllodocidae. Inga underarter finns listade i Catalogue of Life.